# Сугомакская пещера
Сугома́кская пеще́ра — расположена на Урале, на восточном склоне горы Сугомак, недалеко от города Кыштым.
Сугомакская пещера — единственная на Урале, образованная во мраморной породе водой. Пещера состоит из трех гротов, соединенных узкими проходами. В зимнее время года и в начале весны стены и потолок первого грота покрываются снежными кристаллами, на полу появляются ледяные сталагмиты. На полу второго грота сырая глина, с потолка сочится влага, температура всегда положительная. В дальней части второго грота расположена узкая неглубокая щель, переходящая в колодец шестиметровой глубины, ведущий в третий грот. Третий грот, узкий и высокий, частично заполнен водой. Уровень воды непостоянен, летом, в засушливые периоды, понижается, давая доступ к нескольким коротким тупиковым ходам. Дальняя, более низкая часть третьего грота всегда затоплена. Под водой имеются неисследованные ходы. Общая длина ходов исследованной части пещеры 123 метра.
Первый грот пещеры частично освещён проникающим снаружи светом и свободно доступен даже для детей; во второй грот ведёт узкая щель и он полностью скрыт во тьме, но для его посещения достаточно иметь только фонарик; в третий грот ведёт вертикальный колодец и для его посещения требуется снаряжение. Организованные экскурсии обычно посещают только первые два грота. Постановлением Правительства Челябинской области № 553 от 23.12.85 г. Сугомакской пещере присвоен статус памятника природы.

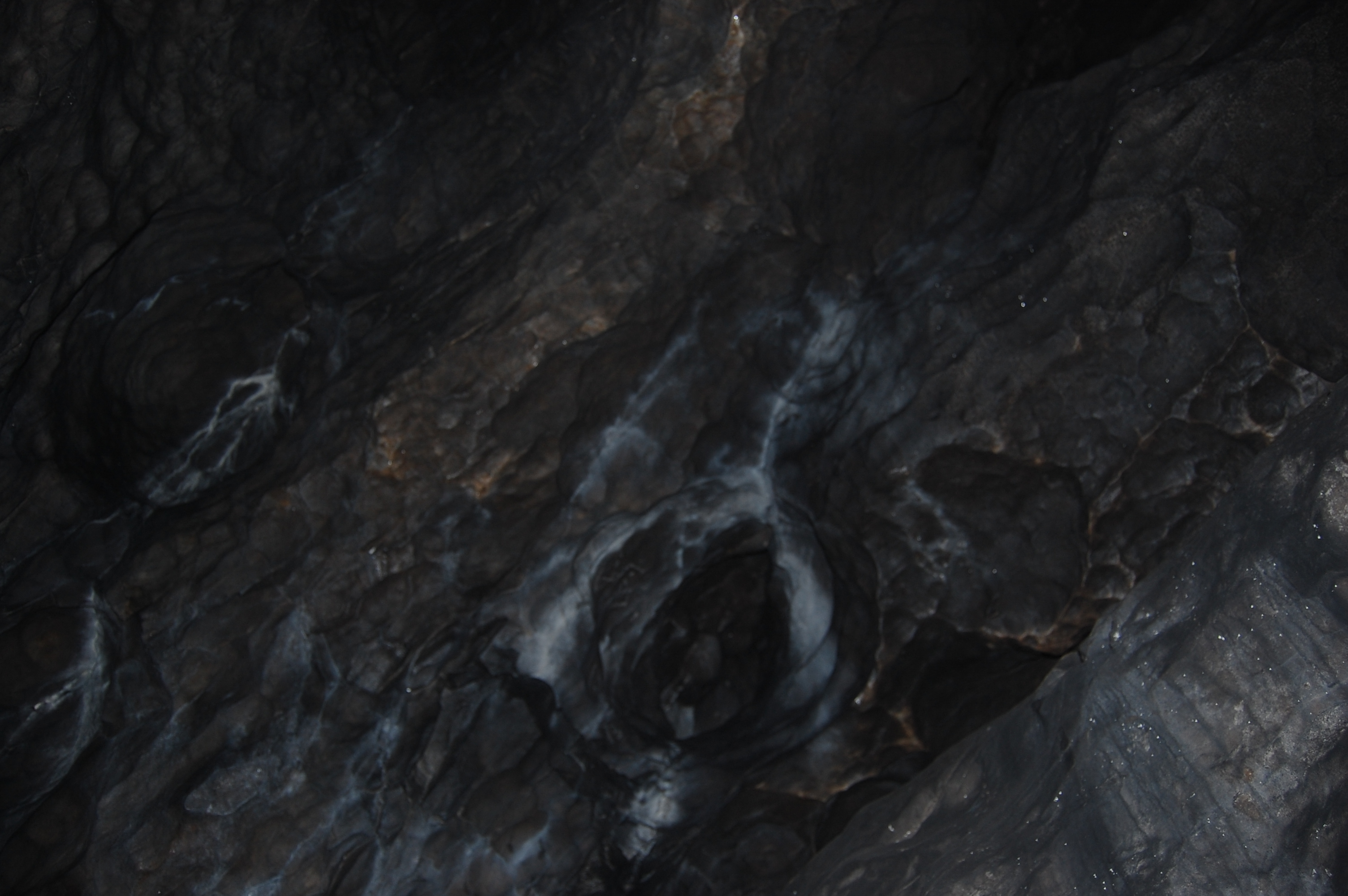
Свод третьего грота Сугомакской пещеры в свете фотовспышки. Видны две «органные трубы». В свете обычного фонаря белых натёков не видно, мрамор выглядит тёмно-серым

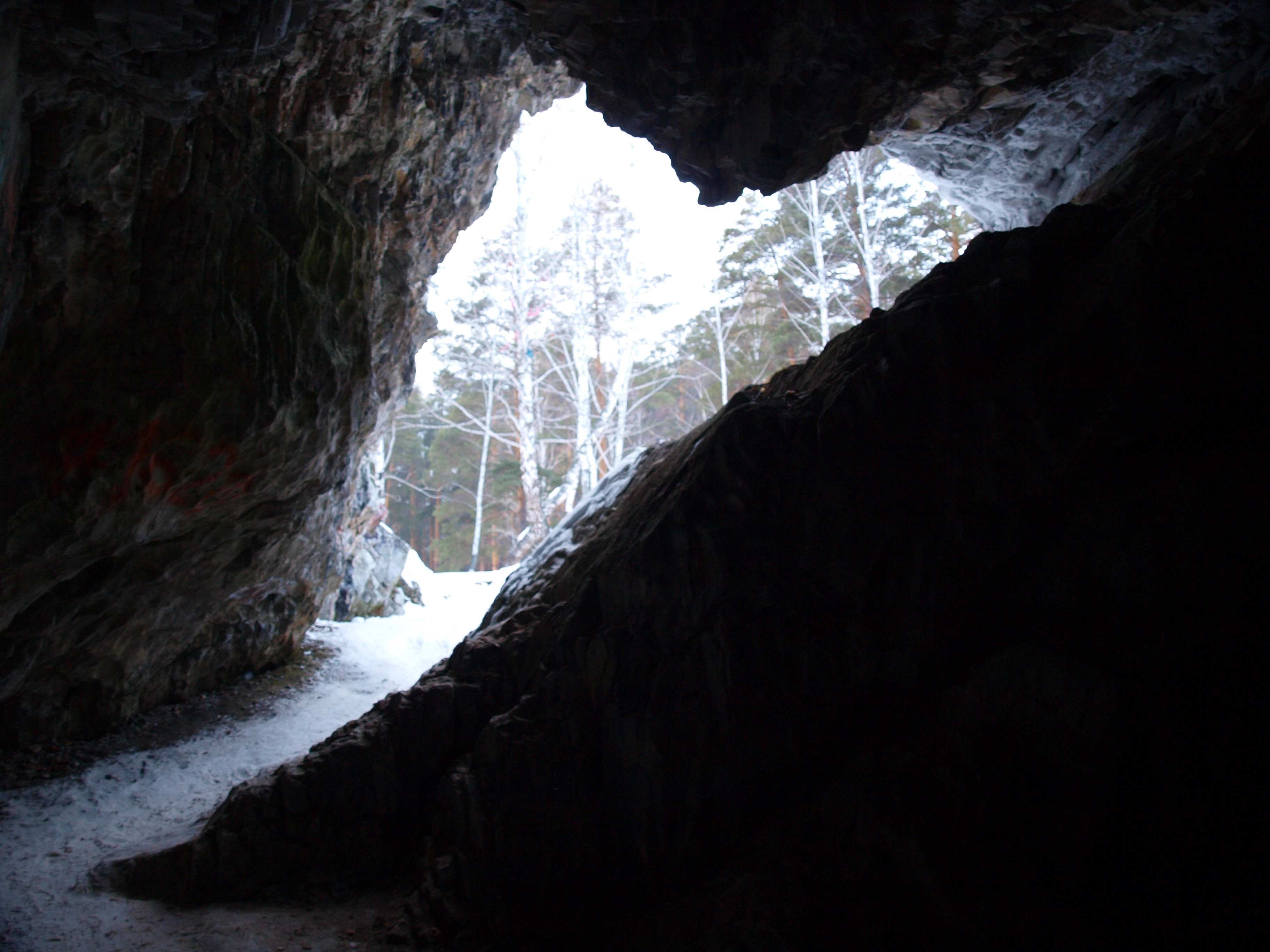
Сугомакская пещера: выход